# Stijn Stijnen
Stijn Stijnen (Hasselt, Bélgica, 7 de abril de 1981) es un exfutbolista belga que jugaba de portero. Su último equipo fue el K. Beerschot AC de la Jupiler League de Bélgica. 

## Selección nacional
Ha sido internacional con la Selección de fútbol de Bélgica, ha jugado 30 partidos internacionales.

## Clubes
| Club            | País    | Año       |
| --------------- | ------- | --------- |
| Club Brujas     | Bélgica | 2000-2011 |
| K. Beerschot AC | Bélgica | 2011-2013 |

## Palmarés

### Campeonatos nacionales
| Título                      | Club        | País    | Año  |
| --------------------------- | ----------- | ------- | ---- |
| Primera División de Bélgica | Club Brujas | Bélgica | 2003 |
| Primera División de Bélgica | Club Brujas | Bélgica | 2005 |
| Copa de Bélgica             | Club Brujas | Bélgica | 2007 |